# Túmulo de Absalão

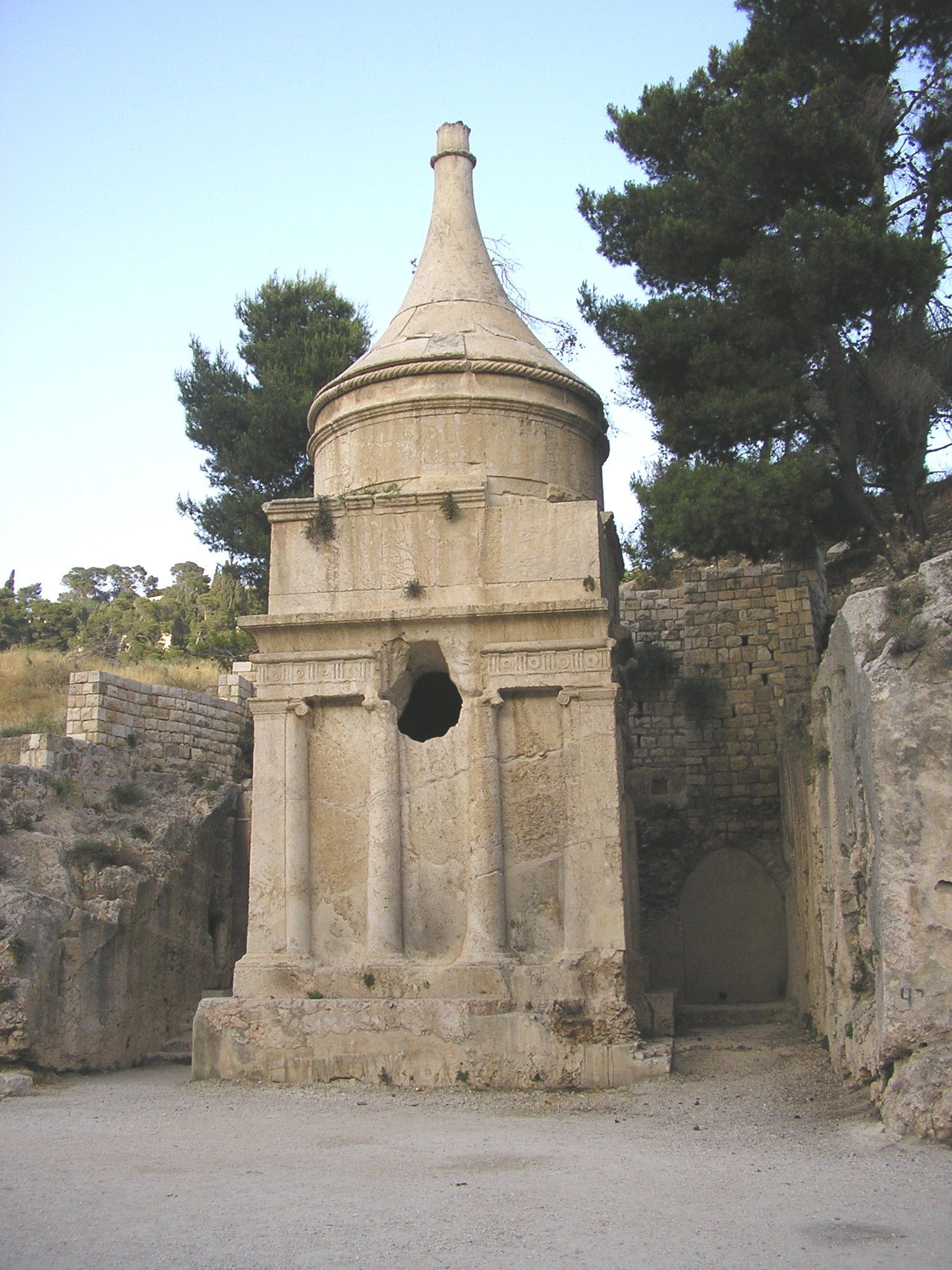
Fotografia mostrando o Túmulo de Absalão.

O Túmulo de Absalão (em hebraico: יד אבשלום), também chamado de Pilar de Absalão, é uma antiga monumental tumba de pedra de corte com um telhado cónico localizado no Vale do Cédron - ao lado do Cemitério judaico do Monte das Oliveiras - em Jerusalém. Embora tradicionalmente atribuída a Absalão, o filho rebelde do Rei Davi de Israel (cerca de 1000 a.C.), um estudo recente atribuiu-o ao primeiro século d.C.

## Descrição da Tumba

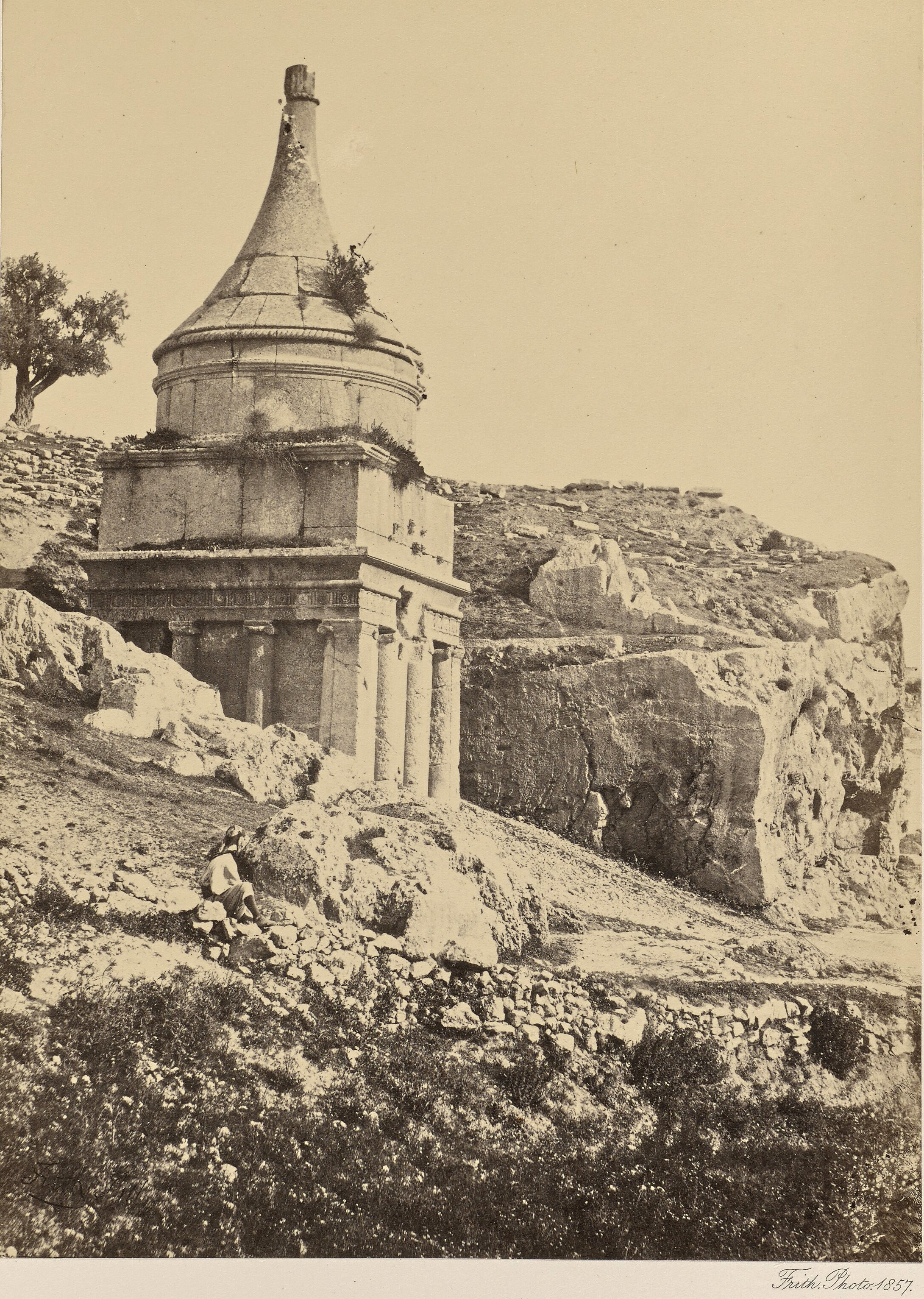
Tumba de Absalão, foto de 1857

A Tumba de Absalão têm aproximadamente 47 metros de altura. A metade inferior do monumento é um bloco sólido, monolítico, com cerca de 20 metros quadrados por 21 pés de altura, cercada em três lados por passagens que separam as paredes do penhasco do Monte das Oliveiras. A metade superior é construída de cantaria pedras e é oco, com um orifício de acesso do lado sul a meio caminho. Dentro desta parcela há uma sala de oito pés quadrados, com sepulturas em dois lados e um pequeno nicho de sepultamento. Uma análise dos estilos arquitetônicos utilizados indica que a construção do monumento e sua primeira fase de utilização aconteceu durante o primeiro século d.C.